# Heinz Richter
Heinz Richter (nascido em 24 de julho de 1947) é um ex-ciclista alemão que competiu no ciclismo nos Jogos Olímpicos de Verão de 1972 em Munique, onde ganhou a medalha de prata na perseguição por equipes de 4 km em pista. Também obteve participação nos Jogos Olímpicos de Verão de 1968.